# Dispositif Scellier BBC
Pour les articles homonymes, voir Scellier et Dispositif Scellier.
Lire en ligne

Article 39 de la loi n°2009-1674 du 30 décembre 2009  de finances rectificative pour 2009 sur Légifrance

Le dispositif Scellier BBC est une mesure mise en place par la loi n° 2009-1674 de finances rectificative pour 2009.

## L'instauration du dispositif Scellier BBC
La Loi Scellier introduit dans la loi de Finances rectificative pour 2009 permet de réduire le montant de ses impôts à hauteur de 25 % du prix de l'acquisition pendant neuf ans. La base maximum du montant de l'investissement est de 300 000 €, ce qui correspond à une réduction d'impôt maximum de 75 000 euros, soit 8333 euros par an.
La loi n° 2009-1674 de finances rectificative pour 2009 du 30 décembre 2009 prévoit la mise en place du régime "Scellier BBC" pour inciter la construction de logements plus économes en énergie.
L'instauration de ce dispositif aurait pu se mettre en place dès le 1er janvier 2010. Ce régime spécifique s'appliquera finalement à partir de 2011 aux investissements effectués dans des logements qui bénéficient de la norme BBC (Bâtiment de basse consommation).
La décision de reporter l'entrée en vigueur du régime Bâtiment Basse Consommation a été prise en Commission Mixte Paritaire.
L'article 39 de la loi n°2009-1674 du 30 décembre 2009 précise que "lorsque le contribuable acquiert ou fait construire un logement neuf dont le niveau de performance énergétique globale, déterminé dans des conditions fixées par décret et justifié par le bénéficiaire, est supérieur à celui qu'impose la législation en vigueur, le taux de la réduction d'impôt est majoré de dix points pour les logements acquis ou construits en 2011 et 2012"(Article 199 septvicies du Code Général des Impôts).

## L'avantage fiscal du régime Scellier
D'après les dernières déclarations officielles du gouvernement français, à partir du 1er janvier 2012, le dispositif Scellier ne sera constitué plus que d'un seul régime qui sera en vigueur jusqu'au 31 décembre 2012.
Le taux de réduction d'impôts s'appliquera uniquement pour un investissement labellisé Scellier BBC et la réduction d'impôt sera abaissée à 13 % du coût du bien.
Pour l'acquisition d'un logement en Scellier en 2011 ou en 2012 dont l'acte authentique a été régularisé avant le 31 décembre 2011, la réduction d'impôt restera équivalente à 22 % du coût du bien en loi Scellier classique et 32 % du coût du bien en loi Scellier intermédiaire.
Enfin, sachez qu'un aménagement est actuellement en discussion pour permettre d'assouplir cette période transitoire. Cela se traduirait par un passage progressif de 22 % ou 16 % du coût du bien pour arriver au 13 %.
À noter que pour le passage de 2010 à 2011, il y avait déjà eu une période transitoire où il avait été possible de profiter d'un taux de réduction d'impôts hors rabot fiscal.

## Le label Bâtiment Basse Consommation
Le label Bâtiment Basse Consommation répond aux objectifs de construction fixés par le Grenelle de l'Environnement.
Le niveau de consommation maximal d'un logement labellisé BBC est fixé à 50 kWh/m2 par an, avec des variations selon la zone climatique et l'altitude de la construction : le seuil maximum est plus élevé dans les régions qui demandent davantage d'énergie thermique par rapport à celles qui bénéficient d'un climat plus doux
Le calcul de ce niveau de consommation est appliqué au chauffage, au rafraîchissement, à la ventilation, à l'eau chaude sanitaire, aux auxiliaires de chauffage et d'éclairage.